# Fußball-Club Bayern München 2011-2012
Questa pagina raccoglie i dati riguardanti il Fußball-Club Bayern München nelle competizioni ufficiali della stagione 2011-2012.

## Stagione
Prima dell'inizio della stagione Jupp Heynckes si siede sulla panchina del club, che nella sessione estiva di calciomercato acquista tra gli altri Manuel Neuer, mentre Miroslav Klose si trasferisce alla Lazio. Il Bayern partecipa alla Champions League iniziando dai play-off; qui sconfigge lo Zurigo, e, dopo aver vinto il gruppo si qualifica alla fase ad eliminazione diretta insieme al Napoli. Nello stesso tempo i bavaresi guidano la classifica in Bundesliga, tuttavia il campionato era iniziato con la sconfitta nella partita contro il Borussia Mönchengladbach. La Champions riprende dopo la pausa invernale: i tedeschi sono sconfitti 1-0 nell'andata degli ottavi dal Basilea, ma si qualificano ai quarti grazie alla vittoria per 7-0 nella gara di ritorno. Eliminato poi l'Olympique Marsiglia con un doppio 2-0, in semifinale è la volta del Real Madrid, che viene sconfitto ai calci di rigore. I bavaresi accedono così alla finale, che è in programma proprio all'Allianz Arena, e viene giocata contro il Chelsea: l'incontro viene sbloccato dalla rete di Thomas Müller all'ottantatreesimo, ma cinque minuti dopo Didier Drogba pareggia. Nei tempi supplementari il Bayern ha la possibilità di portarsi in vantaggio su calcio di rigore, ma Petr Čech riesce a parare il tiro di Arjen Robben. Si va così ai calci di rigore, e qui gli inglesi conquistano la coppa vincendo 4-3. Intanto il Bayern in campionato è arrivato secondo alle spalle del Borussia Dortmund; i gialloneri hanno la meglio anche nella Coppa di Germania, dove sconfiggono i bavaresi per 5-2 nella finale della manifestazione.

## Maglie e sponsor
|  | Casa Maglia |  | Trasferta Maglia |  | Trasferta Alternativa |  | Trasferta Alternativa 2 |  | Terza Maglia |

## Rosa
Aggiornato al 26 luglio 2011.

## Calciomercato

### Sessione estiva(dall'1/7 al 31/8)
| Acquisti | Acquisti       | Acquisti        | Acquisti      |
| R.       | Nome           | da              | Modalità      |
| -------- | -------------- | --------------- | ------------- |
| P        | Manuel Neuer   | Schalke 04      | definitivo    |
| D        | Rafinha        | Genoa           | definitivo    |
| D        | David Alaba    | Hoffenheim      | fine prestito |
| D        | Jérôme Boateng | Manchester City | definitivo    |
| C        | Takashi Usami  | Gamba Osaka     | prestito      |
| A        | Nils Petersen  | Energie Cottbus | definitivo    |

| Cessioni | Cessioni       | Cessioni       | Cessioni   |
| R.       | Nome           | a              | Modalità   |
| -------- | -------------- | -------------- | ---------- |
| P        | Thomas Kraft   | Hertha Berlino | svincolato |
| C        | Andreas Ottl   | Hertha Berlino | svincolato |
| C        | Hamit Altıntop | Real Madrid    | svincolato |
| C        | Mehmet Ekici   | Werder Brema   | definitivo |
| A        | Miroslav Klose | Lazio          | svincolato |

## Risultati

### Bundesliga

#### Girone di andata
| Arbitro: | Rafati |

|  |           |                |
|  | Marcatori | 62’ De Camargo |

| Arbitro: | Kircher |

|  |           |             |
|  | Marcatori | 90’ Gustavo |

| Arbitro: | Weiner |

|                                                     |           |  |
| Buyten 13’ Ribéry 17’ Robben 34’ Gómez 56’ Olić 80’ | Marcatori |  |

| Arbitro: | Gagelmann |

|  |           |                            |
|  | Marcatori | 37’ (rig.), 55’, 69’ Gómez |

| Arbitro: | Welz |

|                                                             |           |  |
| Gómez 8’, 52’, 55’, 71’ (rig.) Ribéry 26’, 41’ Petersen 90’ | Marcatori |  |

| Arbitro: | Meyer |

|  |           |                         |
|  | Marcatori | 21’ Petersen 75’ Müller |

| Arbitro: | Gräfe |

|                                 |           |  |
| Müller 5’ Buyten 19’ Robben 90’ | Marcatori |  |

| Sinsheim 1º ottobre 2011, ore 15:30 CEST 8ª giornata | Hoffenheim | 0 – 0 referto | Bayern Monaco | Wirsol Rhein-Neckar-Arena (30 150 spett.)\| Arbitro: \| Kinhöfer \| |
| Arbitro:                                             | Kinhöfer   |               |               |                                                                     |

| Arbitro: | Weiner |

|                                                   |           |  |
| Gómez 5’, 69’ (rig.) Ribéry 7’ Schweinsteiger 13’ | Marcatori |  |

| Arbitro: | Gräfe |

|                                  |           |           |
| Abdellaoue 22’ (rig.) Pander 49’ | Marcatori | 82’ Alaba |

| Arbitro: | Meyer |

|                                             |           |  |
| Gómez 2’, 68’ Schweinsteiger 19’ Ribéry 39’ | Marcatori |  |

| Arbitro: | Zwayer |

|             |           |                      |
| Hosogai 59’ | Marcatori | 16’ Gómez 28’ Ribéry |

| Arbitro: | Gagelmann |

|  |           |           |
|  | Marcatori | 64’ Götze |

| Arbitro: | Kircher |

|                                          |           |                 |
| Ivanschitz 10’ Caligiuri 65’ Bungert 74’ | Marcatori | 56’, 79’ Buyten |

| Arbitro: | Meyer |

|                                               |           |               |
| Ribéry 22’, 76’ Robben 68’ (rig.), 82’ (rig.) | Marcatori | 51’ Rosenberg |

| Arbitro: | Gräfe |

|            |           |                |
| Gentner 6’ | Marcatori | 13’, 57’ Gómez |

| Arbitro: | Winkmann |

|                               |           |  |
| Gómez 48’ Alaba 63’ Kroos 88’ | Marcatori |  |

#### Girone di ritorno
| Arbitro: | Kinhöfer |

|                            |           |                    |
| Reus 11’ Herrmann 41’, 71’ | Marcatori | 76’ Schweinsteiger |

| Arbitro: | Zwayer |

|                      |           |  |
| Gómez 60’ Robben 90’ | Marcatori |  |

| Arbitro: | Kircher |

|          |           |          |
| Sala 23’ | Marcatori | 71’ Olić |

| Arbitro: | Schmidt |

|                     |           |  |
| Gómez 6’ Müller 30’ | Marcatori |  |

| Friburgo in Brisgovia 18 febbraio 2012, ore 18:30 CET 22ª giornata | Friburgo  | 0 – 0 referto | Bayern Monaco | Mage Solar Stadion (24 000 spett.)\| Arbitro: \| Gagelmann \| |
| Arbitro:                                                           | Gagelmann |               |               |                                                               |

| Arbitro: | Weiner |

|                 |           |  |
| Ribéry 36’, 55’ | Marcatori |  |

| Arbitro: | Gräfe |

|                            |           |  |
| Kießling 79’ Bellarabi 90’ | Marcatori |  |

| Arbitro: | Fritz |

|                                                                |           |                    |
| Gómez 5’, 35’, 48’ Robben 12’ (rig.), 29’ Kroos 18’ Ribéry 58’ | Marcatori | 85’ (aut.) Gustavo |

| Arbitro: | Welz |

|  |           |                                                                         |
|  | Marcatori | 9’ Müller 12’, 19’ (rig.), 67’ (rig.) Robben 50’ (rig.) Gómez 51’ Kroos |

| Arbitro: | Winkmann |

|                     |           |           |
| Kroos 36’ Gómez 68’ | Marcatori | 74’ Konan |

| Arbitro: | Zwayer |

|  |           |            |
|  | Marcatori | 69’ Robben |

| Arbitro: | Meyer |

|               |           |         |
| Gómez 1’, 60’ | Marcatori | 23’ Koo |

| Arbitro: | Kircher |

|                 |           |  |
| Lewandowski 77’ | Marcatori |  |

| Monaco di Baviera 14 aprile 2012, ore 18:30 CEST 31ª giornata | Bayern Monaco | 0 – 0 referto | Magonza | Allianz Arena (69 000 spett.)\| Arbitro: \| Schmidt \| |
| Arbitro:                                                      | Schmidt       |               |         |                                                        |

| Arbitro: | Gräfe |

|           |           |                             |
| Naldo 51’ | Marcatori | 75’ (aut.) Naldo 90’ Ribéry |

| Arbitro: | Kinhöfer |

|                      |           |  |
| Gómez 32’ Müller 90’ | Marcatori |  |

| Arbitro: | Meyer |

|               |           |                                               |
| Novakovič 63’ | Marcatori | 34’, 85’ Müller 52’ (aut.) Geromel 54’ Robben |

### Coppa di Germania
| Arbitro: | Zwayer |

|  |           |                                                      |
|  | Marcatori | 9’ (rig.) Gómez 39’ (rig.) Schweinsteiger 83’ Müller |

| Arbitro: | Winkmann |

|                                                                   |           |  |
| Müller 33’ Alaba 49’ Petersen 53’, 70’ Matip 82’ (aut.) Usami 90’ | Marcatori |  |

| Arbitro: | Weiner |

|              |           |                      |
| Federico 26’ | Marcatori | 52’ Kroos 90’ Robben |

| Arbitro: | Meyer |

|  |           |                      |
|  | Marcatori | 30’ Ribéry 46’ Gómez |

| Arbitro: | Kinhöfer |

|                                |                      |                         |
| Daems Herrmann Dante Nordtveit | Tiri di rigore 2 – 4 | Alaba Ribéry Lahm Kroos |

| Arbitro: | Gagelmann |

|                                                        |           |                              |
| Kagawa 3’ Hummels 41’ (rig.) Lewandowski 45’, 58’, 81’ | Marcatori | 25’ (rig.) Robben 75’ Ribéry |

### Champions League

#### Turni preliminari
| Arbitro: | Nikolaev |

|                              |           |  |
| Schweinsteiger 8’ Robben 72’ | Marcatori |  |

| Arbitro: | Duhamel |

|  |           |          |
|  | Marcatori | 7’ Gómez |

#### Fase a girone
| Arbitro: | Çakır |

|  |           |                      |
|  | Marcatori | 7’ Kroos 76’ Rafinha |

| Arbitro: | Kassai |

|                |           |  |
| Gómez 38’, 45’ | Marcatori |  |

| Arbitro: | Benquerença |

|                      |           |          |
| Badstuber 39’ (aut.) | Marcatori | 2’ Kroos |

| Arbitro: | Kuipers |

|                     |           |                    |
| Gómez 17’, 23’, 42’ | Marcatori | 45’, 79’ Fernández |

| Arbitro: | Strömbergsson |

|                          |           |               |
| Ribéry 3’, 69’ Gómez 23’ | Marcatori | 50’ de Guzmán |

| Arbitro: | Lannoy |

|                     |           |  |
| Silva 37’ Touré 52’ | Marcatori |  |

#### Fase ad eliminazione diretta
| Arbitro: | Rizzoli |

|             |           |  |
| Stocker 86’ | Marcatori |  |

| Arbitro: | Clattenburg |

|                                                     |           |  |
| Robben 11’, 81’ Müller 42’ Gómez 44’, 50’, 61’, 67’ | Marcatori |  |

| Arbitro: | Carballo |

|  |           |                      |
|  | Marcatori | 44’ Gómez 69’ Robben |

| Arbitro: | Moen |

|               |           |  |
| Olić 13’, 37’ | Marcatori |  |

| Arbitro: | Webb |

|                      |           |          |
| Ribéry 17’ Gómez 89’ | Marcatori | 53’ Özil |

| Arbitro: | Kassai |

|                           |                      |                                       |
| Ronaldo 6’ (rig.), 14’    | Marcatori            | 27’ (rig.) Robben                     |
| Ronaldo Kaká Alonso Ramos | Tiri di rigore 1 – 3 | Alaba Gómez Kroos Lahm Schweinsteiger |

| Arbitro: | Proença |

|                                      |                      |                               |
| Müller 83’                           | Marcatori            | 88’ Drogba                    |
| Lahm Gómez Neuer Olić Schweinsteiger | Tiri di rigore 3 – 4 | Mata Luiz Lampard Cole Drogba |

| Bayern Monaco | Chelsea |

| BAYERN MONACO: |    |                        |    |     |
|                |    |                        |    |     |
| POR            | 1  | Manuel Neuer           |    |     |
| DIF            | 21 | Philipp Lahm (C)       |    |     |
| DIF            | 17 | Jérôme Boateng         |    |     |
| DIF            | 44 | Anatolij Tymoščuk      |    |     |
| DIF            | 26 | Diego Contento         |    |     |
| DM             | 31 | Bastian Schweinsteiger | 2’ |     |
| DM             | 39 | Toni Kroos             |    |     |
| RW             | 10 | Arjen Robben           |    |     |
| LW             | 7  | Franck Ribéry          |    | 97’ |
| SS             | 25 | Thomas Müller          |    | 87’ |
| CF             | 33 | Mario Gómez            |    |     |
| Sostituti:     |    |                        |    |     |
| GK             | 22 | Hans-Jörg Butt         |    |     |
| DF             | 5  | Daniel Van Buyten      |    | 87’ |
| DF             | 13 | Rafinha                |    |     |
| MF             | 14 | Takashi Usami          |    |     |
| MF             | 23 | Danijel Pranjić        |    |     |
| FW             | 9  | Nils Petersen          |    |     |
| FW             | 11 | Ivica Olić             |    | 97’ |
| Allenatore:    |    |                        |    |     |
| Jupp Heynckes  |    |                        |    |     |

| CHELSEA:          |    |                   |     |          |
|                   |    |                   |     |          |
| POR               | 1  | Petr Čech         |     |          |
| DIF               | 17 | José Bosingwa     |     |          |
| DIF               | 4  | David Luiz        | 86’ |          |
| DIF               | 24 | Gary Cahill       |     |          |
| DIF               | 3  | Ashley Cole       | 81’ |          |
| DM                | 12 | Mikel John Obi    |     |          |
| CM                | 8  | Frank Lampard (C) |     |          |
| RW                | 21 | Salomon Kalou     |     | 84’      |
| AM                | 10 | Juan Manuel Mata  |     |          |
| LW                | 34 | Ryan Bertrand     |     | 73’      |
| CF                | 11 | Didier Drogba     | 93’ |          |
| Sostituti:        |    |                   |     |          |
| GK                | 22 | Ross Turnbull     |     |          |
| DF                | 19 | Paulo Ferreira    |     |          |
| MF                | 5  | Michael Essien    |     |          |
| MF                | 6  | Oriol Romeu       |     |          |
| MF                | 15 | Florent Malouda   |     | 73’      |
| FW                | 23 | Daniel Sturridge  |     |          |
| FW                | 9  | Fernando Torres   |     | 120’ 84’ |
| Allenatore:       |    |                   |     |          |
| Roberto Di Matteo |    |                   |     |          |

| Uomo partita UEFA Didier Drogba Uomo partita dei tifosi Petr Čech Assistenti Bertino Miranda Ricardo Santos 4º ufficiale: Carlos Velasco Carballo Altri assistenti: Manuel De Sousa Duarte Gomes |

## Statistiche

### Statistiche di squadra
| Competizione           | Punti | In casa | In casa | In casa | In casa | In casa | In casa | In trasferta | In trasferta | In trasferta | In trasferta | In trasferta | In trasferta | Totale | Totale | Totale | Totale | Totale | Totale | DR  |
| Competizione           | Punti | G       | V       | N       | P       | Gf      | Gs      | G            | V            | N            | P            | Gf           | Gs           | G      | V      | N      | P      | Gf     | Gs     | DR  |
| ---------------------- | ----- | ------- | ------- | ------- | ------- | ------- | ------- | ------------ | ------------ | ------------ | ------------ | ------------ | ------------ | ------ | ------ | ------ | ------ | ------ | ------ | --- |
| Bundesliga             | 73    | 17      | 14      | 1       | 2       | 49      | 6       | 17           | 9            | 3            | 5            | 28           | 16           | 34     | 23     | 4      | 7      | 77     | 22     | +55 |
| Coppa di Germania      | -     | 1       | 1       | 0       | 0       | 6       | 0       | 5            | 3            | 1            | 1            | 9            | 6            | 6      | 4      | 1      | 1      | 15     | 6      | +9  |
| Champions League Qual. | -     | 1       | 1       | 0       | 0       | 2       | 0       | 1            | 1            | 0            | 0            | 1            | 0            | 2      | 2      | 0      | 0      | 3      | 0      | +3  |
| Champions League       | -     | 7       | 6       | 1       | 0       | 20      | 5       | 6            | 2            | 1            | 3            | 6            | 6            | 13     | 8      | 2      | 3      | 26     | 11     | +15 |
| Totale                 | -     | 26      | 22      | 2       | 2       | 77      | 11      | 29           | 15           | 5            | 9            | 44           | 28           | 55     | 37     | 7      | 11     | 121    | 39     | +82 |

### Andamento in campionato
| Giornata  | 1  | 2  | 3 | 4 | 5 | 6 | 7 | 8 | 9 | 10 | 11 | 12 | 13 | 14 | 15 | 16 | 17 | 18 | 19 | 20 | 21 | 22 | 23 | 24 | 25 | 26 | 27 | 28 | 29 | 30 | 31 | 32 | 33 | 34 |
| --------- | -- | -- | - | - | - | - | - | - | - | -- | -- | -- | -- | -- | -- | -- | -- | -- | -- | -- | -- | -- | -- | -- | -- | -- | -- | -- | -- | -- | -- | -- | -- | -- |
| Luogo     | C  | T  | C | T | C | T | C | T | C | T  | C  | T  | C  | T  | C  | T  | C  | T  | C  | T  | C  | T  | C  | T  | C  | T  | C  | T  | C  | T  | C  | T  | C  | T  |
| Risultato | P  | V  | V | V | V | V | V | N | V | P  | V  | V  | P  | P  | V  | V  | V  | P  | V  | N  | V  | N  | V  | P  | V  | V  | V  | V  | V  | P  | N  | V  | V  | V  |
| Posizione | 12 | 11 | 3 | 1 | 1 | 1 | 1 | 1 | 1 | 1  | 1  | 1  | 1  | 3  | 1  | 1  | 1  | 1  | 1  | 2  | 2  | 3  | 2  | 2  | 2  | 2  | 2  | 2  | 2  | 2  | 2  | 2  | 2  | 2  |

Legenda:

Luogo: C = Casa; T = Trasferta. Risultato: V = Vittoria; N = Pareggio; P = Sconfitta.

### Statistiche dei giocatori
| Giocatore         | Bundesliga | Bundesliga | Bundesliga  | Bundesliga | Coppa di Germania | Coppa di Germania | Coppa di Germania | Coppa di Germania | Champions League Qual. | Champions League Qual. | Champions League Qual. | Champions League Qual. | Champions League | Champions League | Champions League | Champions League | Totale   | Totale | Totale      | Totale     |
| Giocatore         | Presenze   | Reti       | Ammonizioni | Espulsioni | Presenze          | Reti              | Ammonizioni       | Espulsioni        | Presenze               | Reti                   | Ammonizioni            | Espulsioni             | Presenze         | Reti             | Ammonizioni      | Espulsioni       | Presenze | Reti   | Ammonizioni | Espulsioni |
| ----------------- | ---------- | ---------- | ----------- | ---------- | ----------------- | ----------------- | ----------------- | ----------------- | ---------------------- | ---------------------- | ---------------------- | ---------------------- | ---------------- | ---------------- | ---------------- | ---------------- | -------- | ------ | ----------- | ---------- |
| H. Butt           | 1          | 0          | 0           | 0          | 1                 | 0                 | 0                 | 0                 | -                      | -                      | -                      | -                      | 1                | 0                | 0                | 0                | 3        | 0      | 0           | 0          |
| M. Neuer          | 33         | 0          | 0           | 0          | 5                 | 0                 | 0                 | 0                 | 2                      | 0                      | 0                      | 0                      | 12               | 0                | 0                | 0                | 52       | 0      | 0           | 0          |
| M. Riedmüller     | -          | -          | -           | -          | -                 | -                 | -                 | -                 | -                      | -                      | -                      | -                      | -                | -                | -                | -                | -        | -      | -           | -          |
| R. Sattelmaier    | -          | -          | -           | -          | -                 | -                 | -                 | -                 | -                      | -                      | -                      | -                      | -                | -                | -                | -                | -        | -      | -           | -          |
| D. Alaba          | 30         | 2          | 1           | 0          | 6                 | 1                 | 0                 | 0                 | 1                      | 0                      | 0                      | 0                      | 10               | 0                | 3                | 0                | 47       | 3      | 4           | 0          |
| H. Badstuber      | 33         | 0          | 5           | 0          | 5                 | 0                 | 1                 | 0                 | 2                      | 0                      | 0                      | 0                      | 10               | 0                | 3                | 1                | 50       | 0      | 9           | 1          |
| J. Boateng        | 27         | 0          | 3           | 1          | 6                 | 0                 | 2                 | 0                 | 2                      | 0                      | 0                      | 0                      | 13               | 0                | 2                | 0                | 48       | 0      | 7           | 1          |
| Breno             | -          | -          | -           | -          | -                 | -                 | -                 | -                 | -                      | -                      | -                      | -                      | -                | -                | -                | -                | -        | -      | -           | -          |
| D. Contento       | 11         | 0          | 0           | 0          | 2                 | 0                 | 0                 | 0                 | -                      | -                      | -                      | -                      | 2                | 0                | 0                | 0                | 15       | 0      | 0           | 0          |
| P. Lahm           | 31         | 0          | 3           | 0          | 5                 | 0                 | 0                 | 0                 | 2                      | 0                      | 0                      | 0                      | 12               | 0                | 2                | 0                | 50       | 0      | 5           | 0          |
| Rafinha           | 24         | 0          | 7           | 0          | 4                 | 0                 | 0                 | 0                 | 1                      | 0                      | 0                      | 0                      | 6                | 1                | 1                | 0                | 35       | 1      | 8           | 0          |
| D. Buyten         | 13         | 4          | 1           | 0          | 2                 | 0                 | 1                 | 0                 | 1                      | 0                      | 0                      | 0                      | 6                | 0                | 0                | 0                | 22       | 4      | 2           | 0          |
| E. Can            | -          | -          | -           | -          | -                 | -                 | -                 | -                 | -                      | -                      | -                      | -                      | -                | -                | -                | -                | -        | -      | -           | -          |
| T. Kroos          | 31         | 4          | 4           | 0          | 6                 | 1                 | 1                 | 0                 | 2                      | 0                      | 0                      | 0                      | 12               | 2                | 2                | 0                | 51       | 7      | 7           | 0          |
| L. Gustavo        | 28         | 1          | 5           | 0          | 6                 | 0                 | 0                 | 0                 | 2                      | 0                      | 0                      | 0                      | 10               | 0                | 3                | 0                | 46       | 1      | 8           | 0          |
| D. Pranjić        | 7          | 0          | 1           | 0          | 2                 | 0                 | 0                 | 0                 | -                      | -                      | -                      | -                      | 5                | 0                | 0                | 0                | 14       | 0      | 1           | 0          |
| F. Ribéry         | 32         | 12         | 4           | 1          | 4                 | 2                 | 1                 | 0                 | 2                      | 0                      | 0                      | 0                      | 12               | 3                | 1                | 0                | 50       | 17     | 6           | 1          |
| B. Schweinsteiger | 22         | 3          | 2           | 0          | 3                 | 1                 | 1                 | 0                 | 2                      | 1                      | 0                      | 0                      | 9                | 0                | 4                | 0                | 36       | 5      | 7           | 0          |
| A. Tymoščuk       | 23         | 0          | 2           | 1          | 4                 | 0                 | 0                 | 0                 | 1                      | 0                      | 0                      | 0                      | 11               | 0                | 1                | 0                | 39       | 0      | 3           | 1          |
| T. Usami          | 3          | 0          | 0           | 0          | 1                 | 1                 | 0                 | 0                 | -                      | -                      | -                      | -                      | 1                | 0                | 0                | 0                | 5        | 1      | 0           | 0          |
| M. Gomez          | 33         | 26         | 2           | 0          | 5                 | 2                 | 1                 | 0                 | 2                      | 1                      | 1                      | 0                      | 12               | 12               | 0                | 0                | 52       | 41     | 4           | 0          |
| T. Müller         | 34         | 7          | 1           | 0          | 5                 | 2                 | 0                 | 0                 | 2                      | 0                      | 0                      | 0                      | 12               | 2                | 2                | 0                | 53       | 11     | 3           | 0          |
| I. Olić           | 20         | 2          | 0           | 0          | 4                 | 0                 | 0                 | 0                 | -                      | -                      | -                      | -                      | 5                | 2                | 1                | 0                | 29       | 4      | 1           | 0          |
| N. Petersen       | 9          | 2          | 0           | 0          | 2                 | 2                 | 0                 | 0                 | 1                      | 0                      | 0                      | 0                      | 3                | 0                | 0                | 0                | 15       | 4      | 0           | 0          |
| A. Robben         | 24         | 12         | 1           | 0          | 3                 | 2                 | 2                 | 0                 | 1                      | 1                      | 0                      | 0                      | 8                | 4                | 2                | 0                | 36       | 19     | 5           | 0          |